# Lobanilia claoxyloides
Lobanilia claoxyloides är en törelväxtart som beskrevs av Radcl.-sm.. Lobanilia claoxyloides ingår i släktet Lobanilia och familjen törelväxter. Inga underarter finns listade i Catalogue of Life.